# Discovery II
Die Discovery II war ein britisches Forschungsschiff, das für den Einsatz im Rahmen der Discovery Investigations gebaut wurde.

## Geschichte
Das von Flannery, Baggallay and Johnson in London entworfene Schiff wurde unter der Baunummer 295 auf der Werft Ferguson Brothers im schottischen Port Glasgow für das Natural Oceanographic Council gebaut. Der Stapellauf des Schiffes fand am 2. November 1928 statt. Im November 1929 wurde das Schiff fertiggestellt. Die Baukosten beliefen sich auf £ 70.000.
Das Schiff war als Ersatz für die Discovery vorgesehen, das Expeditionsschiff von Robert Falcon Scott, mit dem dieser seine Forschungsreisen in die Antarktis unternommen hatte. Da die Discovery aber noch für die Regierung der Falklandinseln im Dienst war, wurde der Neubau als Discovery II in Dienst gestellt.
Das Schiff wurde für den Einsatz im Südlichen Ozean für Forschungsfahrten im Rahmen der Discovery Investigations des Discovery Committees geplant und gebaut und wurde hier auch – mit Unterbrechung im Zweiten Weltkrieg – bis zum Ende der Forschungen eingesetzt. Während der Forschungsfahrten sammelte das Schiff auch Wetterdaten für das Meteorological Office des Vereinigten Königreichs.
1935/36 beteiligte sich das Schiff an einer Expedition zur Rettung von Lincoln Ellsworth und seinem Piloten Herbert Hollick-Kenyon (1897–1975), die am 5. Dezember beim Versuch, die Antarktis von der Dundee-Insel an der Spitze der Antarktischen Halbinsel zur Bucht der Wale mit einem Flugzeug zu überqueren wegen Treibstoffmangels notlanden mussten.
Während des Zweiten Weltkrieges war das Schiff der Royal Navy als Hilfsschiff unterstellt und wurde bis 1942 überwiegend in den Gewässern um das Vereinigte Königreich und im Nordatlantik, speziell in der Dänemarkstraße zwischen Island und Grönland, eingesetzt. In den Folgejahren wurde das Schiff vom Trinity House und dem Commissioners of Irish Lights genutzt.
Nach dem Zweiten Weltkrieg wurde das Schiff dem neuen National Institute of Oceanography (dem späteren Institute of Oceanography Science) unterstellt. 1948 wurde es wieder zum Forschungsschiff umgerüstet und umfangreich modernisiert. Am 20. April 1950 wurde das Schiff vom Directorate of Overseas Surveys übernommen und von der Royal Fleet Auxiliary bereedert.
Nach dem Ende der Discovery Investigations wurde das Schiff für Forschungen im Nordatlantik und dem Mittelmeer eingesetzt. Im Februar und März 1955 wurde es für 24 Tage vom Meteorological Office als Wetterbeobachtungsschiff auf Station „K“ in der Biskaya eingesetzt, da das Schiff auf dieser Station repariert werden musste.
Am 7. September 1962 wurde das Schiff außer Dienst gestellt und später in Passage West verschrottet.
Das Schiff umrundete die Antarktis mehrfach. In den Jahren 1931 bis 1933 umfuhr das Schiff die Antarktis in mehreren Teilstrecken. Dabei wurde die Antarktis überhaupt erst zum fünften Mal umrundet und zum ersten Mal während der Wintermonate. Weitere Umrundungen fand 1937 bis 1939 sowie 1950 bis 1951 statt.
Eine geplante Umrundung der Antarktis 1935 bis 1937 wurde nicht durchgeführt, da das Schiff sich an der Expedition zur Rettung von Ellsworth beteiligte.

## Technische Daten
Der Antrieb des Schiffes erfolgte durch eine Dreifach-Expansionsdampfmaschine. Das Schiff konnte aufgrund seiner großen Bunkerkapazität bei einer Geschwindigkeit von 10 Knoten rund 10.000 Seemeilen mit einer Ladung Öl zurücklegen. Bei einer Geschwindigkeit von 13,5 Knoten waren es noch rund 8.000 Seemeilen.
Die Decksaufbauten befanden sich im Mittschiffsbereich. Das Schiff verfügte über drei Masten für die Ladebäume, einer im Vorschiffs- und zwei im Achterschiffsbereich. Am vorderen Mast war ein Krähennest angebracht.
Für die Forschung war das Schiff u. a. mit mehreren Laboren ausgestattet.

## Sonstiges
Das Schiff war mehrfach auf Briefmarken abgebildet.